# Monnina platyphylla
Monnina platyphylla är en jungfrulinsväxtart som beskrevs av Chod.. Monnina platyphylla ingår i släktet Monnina och familjen jungfrulinsväxter. Inga underarter finns listade i Catalogue of Life.